# Martin Jensen
Martin Jensen (Silkeborg, 29 september 1991) is een Deens diskjockey en producer. Hij is vooral bekend van zijn hit Solo Dance uit 2016. In 2016 stond Jensen op de 82e plaats in de DJ Mag top 100.

## Carrière
Zijn eerste single heette Sí. Dit was een remix van Cristiano Ronaldo, die dat woord vrijwel altijd uitschreeuwt nadat hij een doelpunt heeft gemaakt. Door deze single begon hij populair te worden in Latijns-Amerika. Zijn doorbraak kwam in 2015 met de single Mircacles, die hij maakte met de Deense zanger Bjørnskov. De single werd meer dan 20 miljoen keer gestreamd op Spotify. Met meer dan 60 miljoen streams op Spotify werd All I Wanna Do een nog groter succes. Zijn grootse hit tot nu toe is Solo Dance. Deze single uit 2016 werd op het hoogtepunt meer dan 1,2 miljoen keer per dag gestreamd op Spotify. De single bereikte de 37e plaats in de Nederlandse Top 40.

## Discografie

### Singles
| Single met eventuele hitnotering(en) in de Nederlandse Top 40 | Datum van verschijnen | Datum van binnenkomst | Hoogste positie | Aantal weken | Opmerkingen                 |
| ------------------------------------------------------------- | --------------------- | --------------------- | --------------- | ------------ | --------------------------- |
| All I Wanna Do                                                | 2016                  | 09-07-2016            | tip2            | 8            | Nr. 49 in de Single Top 100 |
| Solo Dance                                                    | 2017                  | 29-04-2017            | 37              | 2            | Nr. 20 in de Single Top 100 |
| Wait                                                          | 2017                  | 26-08-2017            | tip5            | -            | Met Loote & Fans            |
| I'm Just Feelin' (Du Du Du)                                   | 2020                  | 13-06-2020            | tip25*          |              | met Imanbek                 |